# Michał Wawrykiewicz

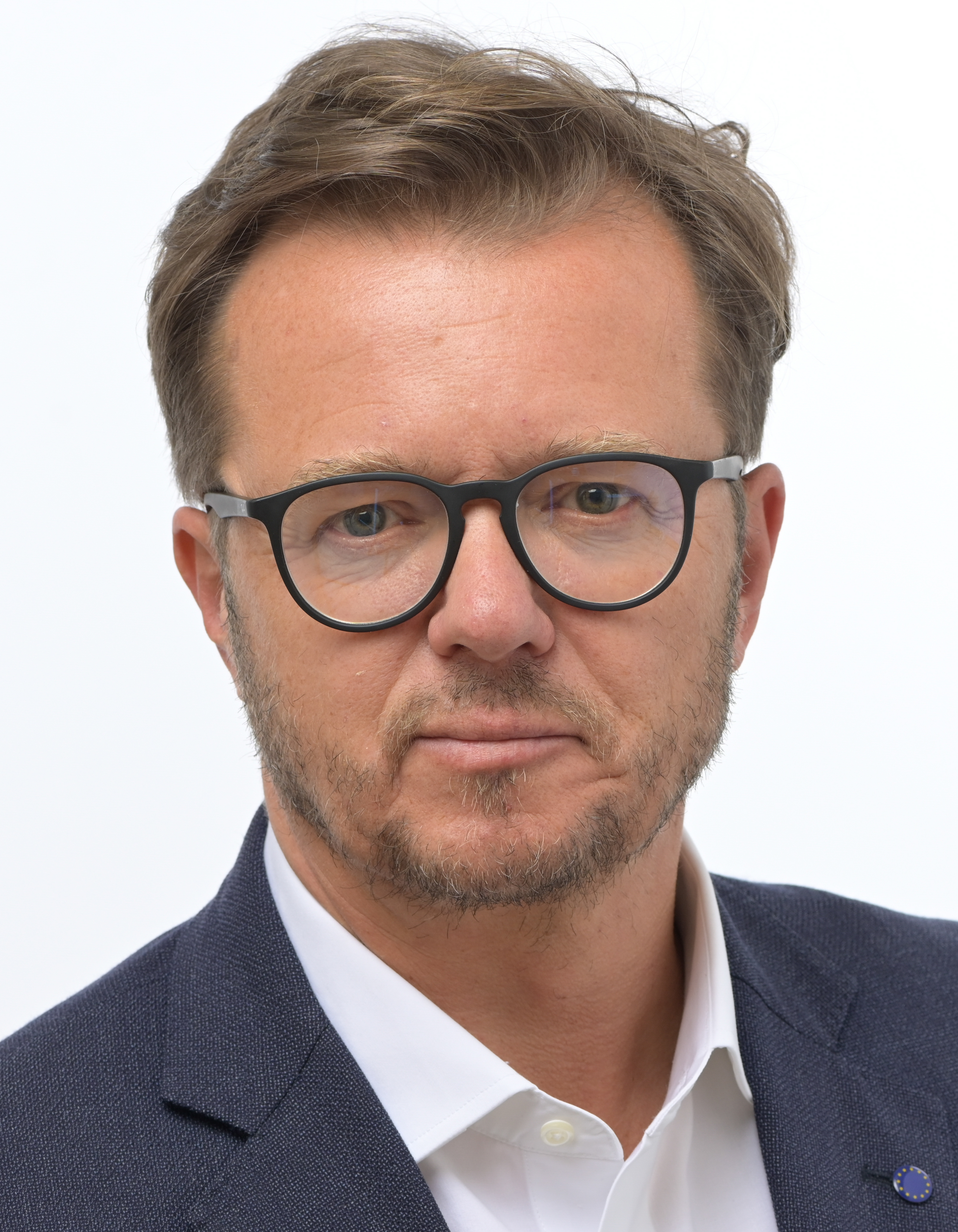
Michał Wawrykiewicz (2024)

Michał Wawrykiewicz (* 11. Mai 1971 in Warschau) ist ein polnischer Politiker, Jurist und Rechtsanwalt. Er ist Mitglied der Partei Platforma Obywatelska.

## Leben und Beruf
Michał Wawrykiewicz studierte an der Universität Warschau und ist seit 1999 als Rechtsanwalt in Warschau tätig. 2017 gründete er die Initiative Wolne Sądy, eine Gruppe von Anwälten, die sich für die Förderung der Rechtstaatlichkeit einsetzt.

## Politik
Wawrykiewicz gehörte 2018 zu den Initiatoren des „Komitet Obrony Sprawiedliwości“. Er vertrat polnische Richter in verschiedenen miteinander verbundenen Vorabentscheidungsverfahren vor dem Europäischen Gerichtshof zur Überprüfung der Rechtmäßigkeit des von der PiS-Regierung neu strukturierten Verfahrens zur Besetzung des Krajowa Rada Sądownictwa und der Einführung einer Disziplinarkammer beim Obersten Gericht Polens.
Er kandidierte erfolglos bei der Europawahl 2019 auf der Liste des proeuropäischen Wahlbündnisses Koalicja Europejska. Bei der Europawahl 2024 wurde er für die Koalicja Obywatelska ins Europaparlament gewählt, wo er der Fraktion der Europäischen Volkspartei (Christdemokraten) angehört.